# Palmarès dello Sportklub Rapid
Il palmarès dello Sportklub Rapid è uno tra i più prestigiosi d'Austria. Esso comprende 54 trofei ufficiali vinti, di cui 51 a livello nazionale e 3 a livello internazionale, oltre a numerosi altri trofei amichevoli.

## Prima squadra

### Competizioni ufficiali
53 trofei

#### Competizioni nazionali
51 trofei

##### Austria
49 trofei
| Competizione             | Stagioni |
| ------------------------ | --- |
| Campionato austriaco: 32 | 1911-1912, 1912-1913, 1915-1916, 1916-1917, 1918-1919, 1919-1920, 1920-1921, 1922-1923, 1928-1929, 1929-1930, 1934-1935, 1937-1938, 1939-1940, 1940-1941, 1945-1946, 1947-1948, 1950-1951, 1951-1952, 1953-1954, 1955-1956, 1956-1957, 1959-1960, 1963-1964, 1966-1967, 1967-1968, 1981-1982, 1982-1983, 1986-1987, 1987-1988, 1995-1996, 2004-2005, 2007-2008 |
| ÖFB-Cup: 14              | 1918-1919, 1919-1920, 1926-1927, 1945-1946, 1960-1961, 1967-1968, 1968-1969, 1971-1972, 1975-1976, 1982-1983, 1983-1984, 1984-1985, 1986-1987, 1994-1995 |
| ÖFB-Supercup: 3          | 1986, 1987, 1988 |

##### Altri piazzamenti
- Campionato austriaco:

Secondo posto: 1913-1914, 1917-1918, 1927-1928, 1932-1933, 1933-1934, 1946-1947, 1948-1949, 1949-1950, 1957-1958, 1958-1959, 1964-1965, 1965-1966, 1972-1973, 1976-1977, 1977-1978, 1983-1984, 1984-1985, 1985-1986, 1986-1987, 1996-1997, 1997-1998, 1998-1999, 2000-2001, 2008-2009, 2011-2012, 2013-2014, 2014-2015, 2015-2016, 2019-2020, 2020-2021
Terzo posto: 1914-1915, 1921-1922, 1926-1927, 1930-1931, 1931-1932, 1935-1936, 1938-1939, 1941-1942, 1952-1953, 1954-1955, 1968-1969, 1970-1971, 1973-1974, 1974-1975, 1975-1976, 1978-1979, 1980-1981, 1990-1991, 1994-1995, 1999-2000, 2009-2010, 2012-2013, 2017-2018
- Coppa d'Austria:

Finalista: 1928-1929, 1933-1934, 1958-1959, 1959-1960, 1965-1966, 1970-1971, 1972-1973, 1985-1986, 1989-1990, 1990-1991, 1992-1993, 2004-2005, 2016-2017, 2018-2019, 2022-2023, 2023-2024
Semifinalista: 1922-1923, 1931-1932, 1973-1974, 1978-1979, 1998-1999, 2000-2001, 2010-2011, 2017-2018
- Supercoppa d'Austria:

Finalista: 1995, 1996
- Befreiungs-Pokal:

Terzo posto: 1945

##### Germania
2 trofei
| Competizione          | Stagioni  |
| --------------------- | --------- |
| DFB-Pokal: 1          | 1937-1938 |
| Campionato tedesco: 1 | 1940-1941 |

##### Altri piazzamenti
- Campionato tedesco:

Semifinalista: 1939-1940
- Coppa di Germania:

Semifinalista: 1939, 1940

#### Competizioni internazionali
3 trofei
| Competizione       | Stagioni   |
| ------------------ | ---------- |
| Coppa Mitropa: 2   | 1930, 1951 |
| Coppa Intertoto: 1 | 2007       |

##### Altri piazzamenti
- Coppa delle Coppe:

Finalista: 1984-1985, 1995-1996
- Coppa dei Campioni:

Semifinalista: 1960-1961
- Coppa dell'Europa Centrale / Coppa Mitropa:

Finalista: 1927, 1928, 1956
Semifinalista: 1929, 1957
Quarto posto: 1965

### Competizioni amichevoli

#### Competizioni nazionali
- Rapid Turnier: 2

1905, 1912
- Dezember Eisenpokal: 1

1914
- Weinachtspokal des Sportblatt am Mittag: 1

1918
- Hütteldorfer Turnier: 1

1920
- Pfingstturnier: 7

1920, 1925, 1926, 1931, 1936, 1939, 1947
- Silber Ball: 1

1926
- Osterpokal/Osterturnier: 4

1926, 1935, 1948, 1950, 1960, 1969
- Rapid Pokal: 3

1928, 1931, 1934
- Weihnachtsturnier: 1

1931
- Frey Pokal: 3

1939, 1960, 1966
- Herbstpokal: 1

1939
- Winterpokal: 1

1939
- Jubiläumsturnier 40 Jahre Floridsdorfer AC: 1

1944
- Osterrundspiel: 1

1948
- Sindelar Pokal: 3

1950, 1951, 1967
- Supercup: 1[41]

2008

#### Competizioni internazionali
- Göteborger Cup: 1

1924
- Tournoi de Genève: 1

1946
- Jubiläumsturnier des FC Schalke 04: 1

1954
- Trofeo Ciudad de La Línea: 1

1971
- Feh-Pokal Turnier: 1

1975
- Internationales Städte-Turnier: 1

1979
- Trofeo Manuel Briceño Pardo: 1

1983
- Torneo internazionale di Mostar: 1

1985
- Coppa Piano Karl Rappan: 2

1992, 1993
- Ciao! Februar Cup: 1

1999
- Thermenlandcup: 1

2009

## Squadra riserva (Amateure)
- WFV-Cup: 2

1997-1998, 2007-2008
- Campionato della WFV: 1

2005-2006

## Settore giovanile

### Competizioni nazionali
- Jugendliga Under-18: 1

2010-2011

### Competizioni internazionali
- Torneo giovanile di Aarau: 1

1949
- Tournoi Juniors du Servette FC: 1

1963
- Coppa delle Alpi: 1

2004

## Calcio da sala

### Competizioni nazionali
- Wiener Stadthallenturnier: 7

1972, 1988, 1990, 1995, 1997, 1998, 2004
- Campionato austriaco: 1

1983-1984

### Competizioni internazionali
- Torneo internazionale di Lucerna: 1

1988

## Pallamano
- Campionato austriaco: 4

1963, 1964, 1965, 1967